# 20992 Marypearse
20992 Marypearse este o planetă minoră (asteroid), cu un diametru de 4,099 km, din centura de asteroizi. A fost descoperită pe 5 septembrie 1985 la Observatorul La Silla de Henri Debehogne și a fost numită după Mary Pearse⁠(d). 
Obiectul prezintă o orbită caracterizată de o semiaxă mare de 2,3364735 UAi, o excentricitate de 0,24, o înclinație de 5,89129 ° în raport cu ecliptica.